# Zlatý Chlum
Zlatý chlum (niem. Goldkoppe) – szczyt o wysokości 891 m n.p.m., w paśmie Gór Opawskich (czes. Zlatohorská vrchovina), w Czechach górujący nad miastem Jesionik (czes. Jeseník).
W latach 1505–1580 na jej zboczach znajdowały się kopalnie Fuggerów. 
Od 1853 w odległości około 200 m od szczytu stała chatka dla turystów, z czasem popadająca w ruinę. W 1899 obok niej stanęła wieża widokowa Freiwaldauer Warte o wysokości 29 m, a wkrótce potem schronisko im. Adolfa Medritzera, leśniczego dóbr biskupich, do których należał ten teren. Oba obiekty wybudowało Morawsko–Śląskie Sudeckie Towarzystwo Górskie (niem. Mährisch–Schlesischer Sudetengebirgsverein (MSSGV)). Wieża widokowa na Zlatým Chlumie działa nadal, natomiast schronisko zostało opuszczone i zdewastowane po II wojnie światowej, a ostatecznie spłonęło w 1955.